# Rothenrain (Wüstung)

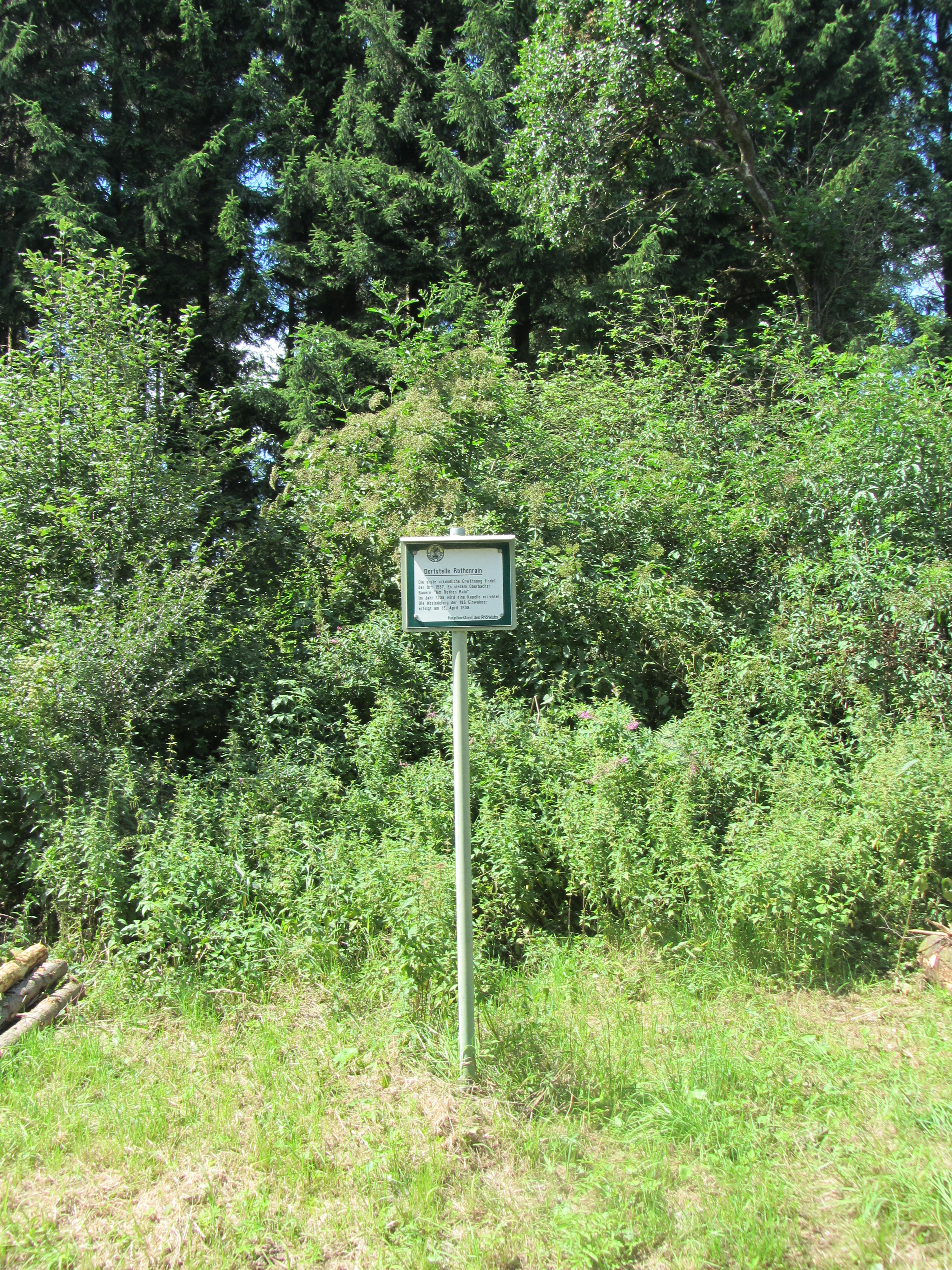
Erinnerungstafel an der alten Dorfstelle

Das Dorf Rothenrain war ein Straßendorf im südlichen Teil des Truppenübungsplatzes Wildflecken. Vor der Absiedelung 1938 zählte der Ort 186 Einwohner.

## Lage
Das Dorf lag auf 630 m Höhe über dem Meeresspiegel auf einer Hochebene am Südhang des Kleinen Auersberges. Zu Rothenrain gehörten der Disbachhof und die Disbachmühle.

## Geschichte
Das Dorf wurde vom Würzburger Fürstbischof Melchior Zobel von Giebelstadt zu Guttenberg gegründet, um dem Fürstbistum Fulda Paroli zu bieten. Zwölf Oberbacher wurden „Am Rothen Rain“ angesiedelt. Zwar wuchs die Zahl der Familien, aber durch den Dreißigjährigen Krieg schrumpfte die Zahl wieder. 1738 wurden eine Schule und eine Kapelle errichtet. Die Gemeinde gehörte zur Pfarrei Oberbach.
Die von Landwirtschaft und Landarbeit lebenden Bewohner mussten zum 15. April 1938 das Dorf verlassen. Zumeist gingen sie schon 1937. Neue Heimat wurde die Gegend um Bad Brückenau, der Raum Offenbach oder Süddeutschland. Eine Wiederbesiedelung nach dem Zweiten Weltkrieg fand nicht statt.
Die ehemalige Landgemeinde Rothenrain bestand aus dem Kirchdorf Rothenrain und den Einöden Disbachshof und Disbachsmühle und umfasste 326,26 Hektar. Sie wurde 1942 aufgelöst und dem Heeresgutsbezirk Wildflecken zugeteilt. Die Absiedlung der Gemeinde war zum Zeitpunkt der Volkszählung 1939 bereits erfolgt.